# 色彩单元压缩
色彩单元压缩（英文：Color Cell Compression）是一种用于灰度图像的有损图像压缩，由坎贝尔及其他人在1986年提出。这种压缩算法是方块编码在彩色图像领域的扩展。